# Petracola ventrimaculatus
Petracola ventrimaculatus — вид ящірок родини гімнофтальмових (Gymnophthalmidae). Ендемік Перу.

## Поширення і екологія
Petracola labioocularis мешкають в Перуанських Андах, в регіонах П'юра, Кахамарка і Амазонас. Вони живуть у вологих гірських тропічних лісах, в юнзі та на високогірних луках парамо, серед каміння. Зустрічаються на висоті від 3050 до 3600 м над рівнем моря.

## Збереження
МСОП класифікує цей вид як вразливий. Petracola ventrimaculatus загрожує знищення природного середовища.